# John Hamilton, I marchese di Abercorn
John James Hamilton, I marchese di Abercorn (luglio 1756 – 27 gennaio 1818), è stato un politico e pari scozzese.

## Famiglia
Era il figlio del capitano John Hamilton e nipote di James Hamilton, VII conte di Abercorn. Studiò a Harrow e Pembroke College di Cambridge.

## Carriera
Fu un deputato nel Partito Tory (1783-1789). Era un sostenitore del primo ministro, suo amico, William Pitt. Egli è stato creato I marchese di Abercorn il 15 ottobre 1790. Venne investito come un Cavaliere della Giarrettiera il 17 gennaio 1805.

## Matrimonio
Sposò, in prime nozze, Catherine Copley, figlia di Sir Joseph Copley, I Baronetto, il 20 giugno 1779. Ebbero cinque figli:
- Lady Harriet Margaret Hamilton (1780-1803);
- Lady Maria Hamilton (1782-1814);
- Lady Catherine Elisabeth Hamilton (1784-1812), sposò George Hamilton-Gordon, IV conte di Aberdeen ed ebbero figli;
- James Hamilton, visconte Hamilton (1786-1814), sposò Harriet Douglas, nipote di James Douglas, XIV conte di Morton, ebbero figl;
- Claud Hamilton (1787-1808).

Sposò, in seconde nozze, sua cugina Cecil Hamilton, la figlia del reverendo George Hamilton, il 4 marzo 1792, ma divorziarono nel 1799. Ebbero una figlia:
- Cecil Frances Hamilton (19 luglio 1795 - 7 luglio 1860), sposò William Howard, IV conte di Wicklow ed ebbero figli.

Sposò, in terze nozze, Lady Jane Anne Gore, figlia di Arthur Gore, II conte di Arran, il 3 aprile 1800.

## Morte
Morì nel 1818.

## Ascendenza
|                                       |              |                     | Genitori                                |  |  | Nonni |  |  | Bisnonni                             |  |  | Trisnonni      |  |
|                                       |              |                     |                                         |  |  |       |  |  | James Hamilton, VI conte di Abercorn |  |  | James Hamilton |  |
|                                       |              |                     |                                         |  |  |       |  |  | James Hamilton, VI conte di Abercorn |  |  | James Hamilton |  |
|                                       |              | Elizabeth Colepeper |                                         |  |  |       |  |  | James Hamilton, VI conte di Abercorn |  |  |                |  |
| James Hamilton, VII conte di Abercorn |              |                     |                                         |  |  |       |  |  | James Hamilton, VI conte di Abercorn |  |  |                |  |
|                                       |              | Elizabeth Reading   | sir Robert Reading, I baronetto Reading |  |  |       |  |  |                                      |  |  |                |  |
|                                       |              | Elizabeth Reading   | sir Robert Reading, I baronetto Reading |  |  |       |  |  |                                      |  |  |                |  |
|                                       |              | Elizabeth Reading   | Jane Hannay                             |  |  |       |  |  |                                      |  |  |                |  |
| lord John Hamilton                    |              | Elizabeth Reading   |                                         |  |  |       |  |  |                                      |  |  |                |  |
|                                       |              | John Plumer         | John Plumer                             |  |  |       |  |  |                                      |  |  |                |  |
|                                       |              | John Plumer         | John Plumer                             |  |  |       |  |  |                                      |  |  |                |  |
|                                       |              | John Plumer         | Anne Gerard                             |  |  |       |  |  |                                      |  |  |                |  |
| Anne Plumer                           |              | John Plumer         |                                         |  |  |       |  |  |                                      |  |  |                |  |
|                                       |              | Mary Hale           | William Hale                            |  |  |       |  |  |                                      |  |  |                |  |
|                                       |              | Mary Hale           | William Hale                            |  |  |       |  |  |                                      |  |  |                |  |
|                                       |              | Mary Hale           | Mary Elwes                              |  |  |       |  |  |                                      |  |  |                |  |
| John Hamilton, I marchese di Abercorn |              | Mary Hale           |                                         |  |  |       |  |  |                                      |  |  |                |  |
|                                       | James Craggs | Anthony Craggs      |                                         |  |  |       |  |  |                                      |  |  |                |  |
|                                       | James Craggs | Anthony Craggs      |                                         |  |  |       |  |  |                                      |  |  |                |  |
|                                       | James Craggs | Anne Morecroft      |                                         |  |  |       |  |  |                                      |  |  |                |  |
| James Craggs                          | James Craggs |                     |                                         |  |  |       |  |  |                                      |  |  |                |  |
|                                       |              | Elizabeth Richards  | Jacob Richards                          |  |  |       |  |  |                                      |  |  |                |  |
|                                       |              | Elizabeth Richards  | Jacob Richards                          |  |  |       |  |  |                                      |  |  |                |  |
|                                       |              | Elizabeth Richards  | Anne N.                                 |  |  |       |  |  |                                      |  |  |                |  |
| Harriet Craggs                        |              | Elizabeth Richards  |                                         |  |  |       |  |  |                                      |  |  |                |  |
|                                       |              | John Santlow        | …                                       |  |  |       |  |  |                                      |  |  |                |  |
|                                       |              | John Santlow        | …                                       |  |  |       |  |  |                                      |  |  |                |  |
|                                       |              | John Santlow        | …                                       |  |  |       |  |  |                                      |  |  |                |  |
| Hester Santlow                        |              | John Santlow        |                                         |  |  |       |  |  |                                      |  |  |                |  |
|                                       |              | Joan Kingswell      | …                                       |  |  |       |  |  |                                      |  |  |                |  |
|                                       |              | Joan Kingswell      | …                                       |  |  |       |  |  |                                      |  |  |                |  |
|                                       |              | Joan Kingswell      | …                                       |  |  |       |  |  |                                      |  |  |                |  |
|                                       |              | Joan Kingswell      |                                         |  |  |       |  |  |                                      |  |  |                |  |